# Coeligena consita
El inca de Perijá (Coeligena consita) es una especie de ave apodiforme de la familia Trochilidae perteneciente al numeroso género Coeligena, hasta recientemente (2022) considerada una subespecie del inca de Bogotá (Coeligena bonapartei). Es endémica de la Serranía del Perijá en la frontera entre el noreste de  Colombia y el noroeste de Venezuela. 

## Distribución y hábitat
Su distribución se restringe a la Serranía del Perijá, en la frontera entre Venezuela y Colombia.
Esta especie es considerada rara en sus hábitats naturales: las selvas húmedas y sus bordes, también en jardines. También se registra en bosques pigmeos y áreas abiertas a mayores altitudes. Entre 2550 y 3200 m de altitud.

## Estado de conservación
El inca de Perijá ha sido calificado como «amenazado de extinción» por la Unión Internacional para la Conservación de la Naturaleza (IUCN) debido a que su muy pequeña zona de distribución y su población, estimada entre 250 y 1000 individuos maduros, restringida a varias pequeñas subpoblaciones que se presumen estar en decadencia como resultado de una variedad de amenazas que incluyen el cultivo de narcóticos, la colonización descontrolada, el pastoreo y la explotación mineral, que causan la pérdida y fragmentación de su hábitat de alta montaña.

## Sistemática

### Descripción original
La especie C. consita fue descrita por primera vez por los ornitólogos estadounidense Alexander Wetmore y venezolano William Phelps Tucker en 1952 bajo el nombre científico de subespecie Coeligena bonapartei consita; su localidad tipo es: «base sureste del Cerro Tetarí, 2900 m, Sierra de Perijá, Zulia, Venezuela», el holotipo, una hembra adulta recolectada el 21 de abril de 1952, perteneciente a la Colección Phelps bajo el número 54415, se encuentra depositado en el Museo Americano de Historia Natural en Nueva York.

### Etimología
El nombre genérico femenino «Coeligena» deriva del nombre específico Ornismya coeligena cuyo epíteto proviene del latín moderno «coeligenus» que significa ‘celestial’, ‘nacido en el cielo’; y el nombre de la especie «consita», proviene del latín moderno «consitus» que significa ‘plantado’, ‘sembrado’.

### Taxonomía
La presente especie fue tradicionalmente tratada como una subespecie del inca de Bogotá (Coeligena bonapartei), pero fue elevada por algunos autores a especie plena con base en significativas diferencias de plumaje, lo que fue posteriormente seguido por las principales clasificaciones.
Es monotípica.